# Brachyopa tropia
Brachyopa tropia är en tvåvingeart som först beskrevs av Chu 1994.  Brachyopa tropia ingår i släktet savblomflugor, och familjen blomflugor. Inga underarter finns listade i Catalogue of Life.